# Deutscher Bogensport-Verband
Der Deutsche Bogensport-Verband 1959 e. V. (DBSV) ist ein bundesweiter Verband des Bogenschießens. Der DBSV wurde im Jahr 1959 als nationaler Bogensportverband der damaligen DDR gegründet. Als nationaler Verband der DDR war er im Nationalen Olympischen Komitee der DDR und im internationalen Dachverband des Bogensports – der damaligen FITA (Fédération Internationale de Tir à l’Arc), heute die World Archery Federation (WA) – vertreten. Nach der Wende kam es nicht zu einem Zusammenschluss mit dem westdeutschen Schützenbund, der alle Schießsportarten vertritt und auch die Monopolstellung im Deutschen Olympischen Sportbund besetzt. Der DBSV hat sich in Folge auf die alten Bundesländer ausgebreitet und ist inzwischen bis auf Bremen, Hamburg und das Saarland in allen Bundesländern vertreten. Mitglieder des Verbandes sind die Landesverbände der jeweiligen Bundesländer.
Das Sportprogramm des DBSV umfasst alle Bereiche des Bogensportes und ist nach den Wünschen der Mitglieder entwickelt worden.

## Wettkampfordnung
Die Wettkampfordnung (WKO) des DBSV regelt alle sportlichen Aktivitäten im DBSV. Die WKO wird regelmäßig überarbeitet und aktualisiert.

## Wettbewerbe desDBSV
Schießen nach dem Regelwerk der World Archery Federation (WA) auf Scheibe im Freien und in der Halle:
- Deutsche Hallenmeisterschaft für alle Klassen
- Deutsche Meisterschaft Damen und Herren
- Deutsche Meisterschaft der Altersklassen
- Deutsche Meisterschaft für Bögen ohne Visier
- Deutsche Meisterschaft Jugend
- Verbandspokal der Erwachsenen
- Verbandspokal der Jugend

Bogenlaufen:
- Deutsche Meisterschaft im Bogenlaufen

Schießen eines Geländeparcours auf Ringscheibe mit bekannten und unbekannten Entfernungen sowie auf Tierbildauflage und 3D-Ziele mit unbekannten Entfernungen:
- 3D-Deutschlandpokal
- Deutsche Meisterschaft 3D
- Deutsche Meisterschaft Feld
- Deutsche Meisterschaft Wald

Bundesliga
- Bogensport-Bundesliga Recurve auf 70 m.

Die einzelnen Wettkämpfe und Meisterschaften werden getrennt nach Bogenart und Altersklasse durchgeführt.

## Bogenklassen
- Compoundbogen (Compound unlimited, Compound limited und Compound blank)
- Blankbogen
- Jagdbogen
- Langbogen
- Primitivbogen
- Recurvebogen

## Altersklassen
Jugendklassen:
- U10 weiblich + männlich
- U12 weiblich + männlich
- U14 weiblich + männlich
- U17 weiblich + männlich
- U20 weiblich + männlich

Erwachsene:
- Damen
- Herren

Altersklassen:
- Damen Ü40
- Herren Ü45
- Damen Ü50
- Herren Ü55
- Damen Ü60
- Herren Ü65

## Inklusionsklassen
Jeder im Behindertensport organisierte Bogensportler, der eine Klassifizierung vorweisen kann, hat die Möglichkeit im DBSV an den Meisterschaften teilzunehmen und kann sich damit zu Meisterschaften im Behindertensport qualifizieren. Soziale Inklusion von behinderten Menschen wird im DBSV seit vielen Jahren gelebt. Die Inklusionsklasse wird als Zusatz hinter der Altersklasse angegeben. Die Bezeichnungen der Inklusionsklassen sind aus den international gebräuchlichen englischen Bezeichnungen des paralympischen Sports abgeleitet.
Darstellung: Bezeichner Altersklasse/ Para Bezeichner Inklusionsklasse
Beispiele:
- U10/Para – Sportler mit Amputation oder Gehbehinderung.
- U10/Para W2 – würde bedeuten, dass es ein Rollstuhlfahrer ist.

Para
steht für Behindertensport bei der WA: Para-Archery.
W1
Wheelchair (Rollstuhl) Klasse 1 = Rollstuhlfahrer mit Tetraplegie.
Die Tetraplegie (griechisch tetra- τετρα-, „vier-“ und plēgḗ πληγή, „Schlag, Lähmung“) ist eine Form der Querschnittlähmung, bei der alle vier Gliedmaßen (Beine und Arme) betroffen sind.
W2
Wheelchair Klasse 2 = Rollstuhlfahrer mit einer Paraplegie.
Paraplegie ist eine totale Lähmung der unteren oder oberen Extremitäten. Sie ist das Resultat einer Schädigung des Rückenmarks unterhalb von C4 (Cervikal-Halswirbel Nr. 4), auf Höhe der Brust – oder Lendenwirbelsäule mit Lähmungen der Beinmuskulatur und Verlust des Empfindungsvermögens.
Para ID
Sportler mit intellektuellen Beeinträchtigungen (englisch: intellectually derogated).
Diese Klasse gibt es im Bogensport bisher nicht und wird vom Deutschen Bogensport Verband 1959 e. V. wegen bestehender Nachfrage aufgebaut.
Para VI
Menschen mit visueller Beeinträchtigung (englisch: visually impaired) – Blinde und Sehbehinderte.
Eine erfolgreiche Bogenschützin, Meisterin und Rekordhalterin im Behindertensport ist Jennifer Heß.

## Landesverbände imDBSV
| Baden-Württemberg      | Bogensportverband Baden-Württemberg e. V.                 | BVBW    | www.bvbw.org                        |
| Bayern                 | Bogensportverband Bayern e. V.                            | BVBA    | www.bvba.de                         |
| Berlin                 | Bogensportverband Berlin e. V.                            | BBV     | www.berlinerbogensportverband.de    |
| Brandenburg            | Brandenburger Bogensportverband e. V.                     | BBSV    | www.bbsv-bogensportweb.de           |
| Hessen                 | Bogensport-Verband Hessen e. V.                           | BSVH    | www.bsvh.de                         |
| Mecklenburg-Vorpommern | Norddeutscher Bogensportbund Mecklenburg-Vorpommern e. V. | NBSB-MV | www.nbsb-mv.de                      |
| Niedersachsen          | Niedersächsischer Bogensport-Verband e. V.                | NBSV    | www.nbsv2002.de                     |
| Nordrhein-Westfalen    | Bogensportverband Nordrhein-Westfalen e. V.               | BVNW    | www.bvnw91.de                       |
| Rheinland-Pfalz        | Bogensportverband Rheinland-Pfalz e. V.                   | BSV-RP  | www.bsv-rp.de                       |
| Sachsen                | Sächsischer Bogensportverband e.V.                        | SBV     | www.sachsenbogen.de                 |
| Sachsen-Anhalt         | Bogensportbund Sachsen-Anhalt e. V.                       | BSSA    | www.bogensportbund-sachsenanhalt.de |
| Schleswig-Holstein     | Bogensportverband Schleswig-Holstein e. V.                | BVSH    | www.bvsh.org                        |
| Thüringen              | Thüringer Bogensportverband e. V.                         | TBSV    | www.tbsv-bogensport.de              |